# Coppa delle nazioni africane 1962
La Coppa delle nazioni africane 1962, nota anche come Etiopia 1962, è stata la 3ª edizione di questo torneo di calcio continentale per squadre nazionali maggiori maschili (spesso detto Coppa d'Africa) organizzato dalla CAF e la cui fase finale si è svolta in Etiopia dal 14 gennaio al 21 gennaio 1961.
La formula del torneo prevedeva quattro nazionali che avrebbero disputato partite ad eliminazione diretta, con la disputa delle finali per il primo e terzo posto. Per la prima volta nella sua storia il torneo è stato vinto dall'Etiopia, che ha battuto nella finale disputata ad Addis Abeba la Rep. Araba Unita per 4-2 dopo i tempi supplementari.

## Qualificazioni
L'Etiopia (in qualità di paese ospitante) e la Rep. Araba Unita (in qualità di detentore del titolo) sono ammessi di diritto alla fase finale.
I rimanenti due posti sono stati assegnati tramite un percorso di qualificazione che ha visto la partecipazione di sette nazionali e che si è disputato tra l'8 aprile 1961 e il 10 dicembre 1961.

## Squadre partecipanti
| Pr. | Squadra          | Data di qualificazione certa | Partecipante in quanto                                          | Ultima presenza |
| --- | ---------------- | ---------------------------- | --------------------------------------------------------------- | --------------- |
| 1   | Etiopia          | -                            | Rappresentativa della nazione organizzatrice della fase finale  | Egitto 1959     |
| 2   | Rep. Araba Unita | 29 maggio 1959               | Rappresentativa della nazione detentrice del titolo             | Egitto 1959     |
| 3   | Uganda           | 29 ottobre 1961              | Sorteggiata alla seconda fase di qualificazione                 | Esordiente      |
| 4   | Tunisia          | 10 dicembre 1961             | Vincitrice dello spareggio della seconda fase di qualificazione | Esordiente      |

## Arbitri
Qui di seguito è riportata la lista degli arbitri scelti per la manifestazione.
- John G. Brooks
- Mustapha Belkhaouas
- Isaac Lugonzo

## Fase finale

### Tabellone
|  | Semifinali       | Semifinali       | Semifinali       |                  |               | Finale          | Finale          | Finale          |  |
|  |                  |                  |                  |                  |               |                 |                 |                 |  |
|  | Etiopia          | Etiopia          | 4                |                  |               |                 |                 |                 |  |
|  | Etiopia          | Etiopia          | 4                |                  |               |                 |                 |                 |  |
|  | Tunisia          | Tunisia          | 2                |                  |               |                 |                 |                 |  |
|  | Tunisia          | Tunisia          | 2                |                  | Etiopia (dts) | Etiopia (dts)   | 4               |                 |  |
|  |                  |                  |                  |                  | Etiopia (dts) | Etiopia (dts)   | 4               |                 |  |
|  |                  |                  | Rep. Araba Unita | Rep. Araba Unita | 2             |                 |                 |                 |  |
|  | Rep. Araba Unita | Rep. Araba Unita | Rep. Araba Unita | Rep. Araba Unita | 2             | 2               |                 |                 |  |
|  | Rep. Araba Unita | Rep. Araba Unita |                  |                  |               | 2               |                 |                 |  |
|  | Uganda           | Uganda           | 1                |                  |               | Finale 3º posto | Finale 3º posto | Finale 3º posto |  |
|  | Uganda           | Uganda           | 1                |                  |               |                 |                 |                 |  |
|  |                  |                  |                  |                  |               |                 |                 |                 |  |
|  |                  |                  |                  |                  |               | Tunisia         | Tunisia         | 3               |  |
|  |                  |                  |                  |                  |               | Tunisia         | Tunisia         | 3               |  |
|  |                  |                  |                  |                  |               | Uganda          | Uganda          | 0               |  |

### Semifinali
| Arbitro: | John J. Brooks |

|                                                       |           |                         |
| L. Vassallo 32’ (rig.) Wolde 75’ Zeleke 36’ Worku 85’ | Marcatori | 13’ Merichko 29’ Chérif |

| Addis Abeba 18 gennaio 1962                                                 | Rep. Araba Unita | 2 – 1 referto  | Uganda | Stadio Haile Selassie |
| \| \| \| \| \| Abdel-Fattah 50’ Selim 57’ \| Marcatori \| 16’ Bunyenyezi \| |                  |                |        |                       |
|                                                                             |                  |                |        |                       |
| Abdel-Fattah 50’ Selim 57’                                                  | Marcatori        | 16’ Bunyenyezi |        |                       |

### Finale 3º posto
| Addis Abeba 20 gennaio 1962                                         | Tunisia   | 3 – 0 referto | Uganda | Stadio Haile Selassie |
| \| \| \| \| \| Jedidi 3’ Laaouini 53’ Meddab 85’ \| Marcatori \| \| |           |               |        |                       |
|                                                                     |           |               |        |                       |
| Jedidi 3’ Laaouini 53’ Meddab 85’                                   | Marcatori |               |        |                       |

### Finale
| Arbitro: | John J. Brooks |

|                                                           |           |                      |
| Kidane 74’ L. Vassallo 84’ I. Vassallo 101’ M. Worku 117’ | Marcatori | 35’ 75’ Abdel-Fattah |

## Classifica marcatori
3 reti
- Mohammed Badawy Abdel-Fattah

- Luciano Vassallo

2 reti
- Mengistu Worku

1 rete
- Mohammed Saleh Selim
- Girma Zeleke
- Getachew Wolde
- Italo Vassallo
- Tekle Kidane
- Ammar Merichko

- Moncef Chérif
- Mohamed Salah Jedidi
- Chedly Laaouini
- Mohamed Rached Meddab
- John Bunyenyezi